# Angle de fregament intern

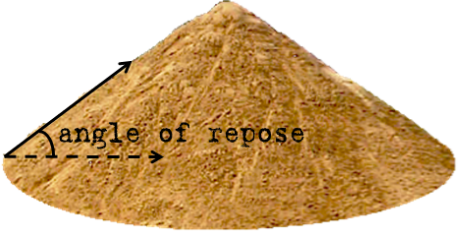
Angle de repòs.

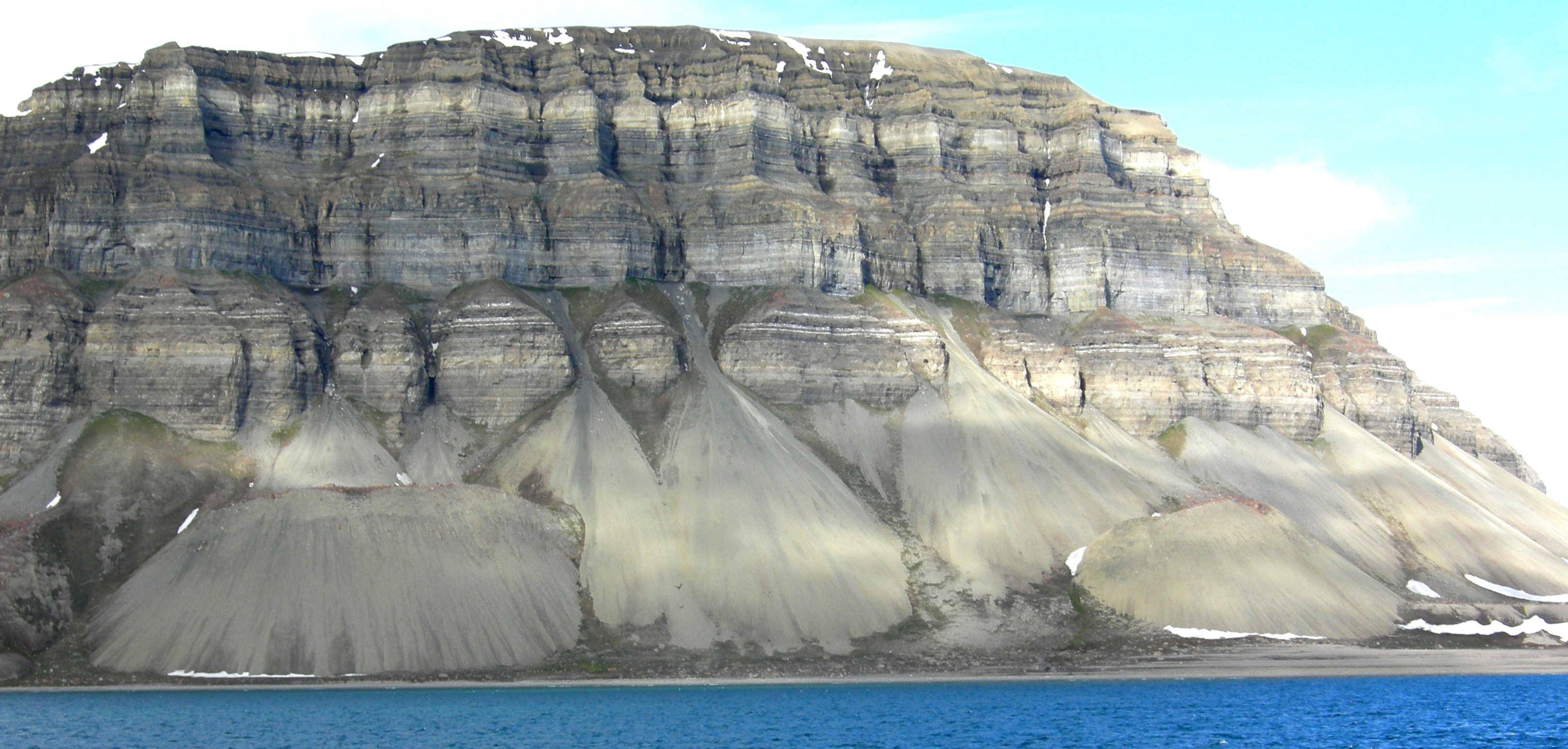
Angle de repòs.

En enginyeria, l' angle de fregament intern és una propietat dels materials granulars.
L'angle de fregament té una interpretació física senzilla, en estar relacionat amb l ' angle de repòs  o màxim angle possible per al pendent d'una pila d'aquest material granular. En un material granulós qualsevol l'angle de repòs està determinat per la fricció, la cohesió i la forma de les partícules però en un material sense cohesió i on les partícules són molt petites amb relació a la mida del pila l'angle de repòs coincideix amb l'angle de fregament intern.
És especialment important en mecànica de sòls per determinar tant la capacitat portant com la resistència al lliscament d'un terreny arenós.

## Mesura
Existeixen nombrosos procediments per determinar l'angle de repòs, cada un produeix resultdos lleugerament diferents. Malauradament els resultats són altament dependents de la metodologia exacta de l'experimentador i com a resultat, les dades de diferents laboratoris poden no ser comparables. A més en el rang de {\displaystyle \scriptstyle 30^{\circ }<\varphi <38^{\circ }} la capacitat portant d'un terreny depèn exponencialment de la tangent d'aquest angle:

{\displaystyle p_{ter}\varpropto i^{\pi \tan \varphi }}

Pel que petits errors en la determinació de l'angle condueixen a estimacions molt diferents de la capacitat portant. Alternate en molts casos fer-se una mesura mitjançant un instrument anomenat cèl·lula de tallant, la mesura estaria directament relacionada amb la capacitat portant.

## Aplicacions
L'angle de fregament intern de vegades intervenen en el disseny d'equips per al processament de partícules sòlides. Per exemple, es pot usar per a dissenyar una sitja d'emmagatzematge o el dimensionament d'una cinta transportadora per a materials granulosos. I igualment en geotècnia i geologia l'angle de fregament intern és important per a determinar l'estabilitat de talussos, la resistència d'una fonamentació o per al càlcul de l'empenyiment del terreny.

### Larves de formiga lleó

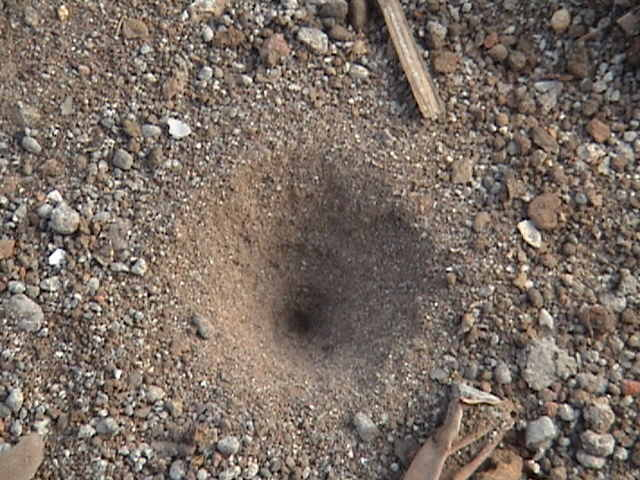
Trampa de sorra d'una formiga lleó.

La larva de formiga lleó atrapa formigues i altres petits insectes excavant un forat cònic en sorra solta, tal que el pendent del mateix està molt proper a l'angle de repòs de la sorra. Així quan un petit insecte ronda pel forat, el seu pes causa que la sorra caigui cap a l'interior arrossegant l'insecte cap al centre, on la larva de formiga lleó espera a l'aguait.